# Tratado Pombo-Michelena
O Tratado Pombo-Michelena (também designado por Tratado Michelena-Pombo) foi um tratado de amizade, aliança, comércio, navegação e fixação de fronteiras, assinado a 14 de Dezembro de 1833, em Bogotá, entre Santos Michelena, à data ministro plenipotenciário da Venezuela junto do governo de Nueva Granada, e Lino de Pombo, Secretário das Relações Exteriores de Nueva Granada (actual Colômbia).